# Uszó Buddhista Oktatási, Kulturális és Elvonulási Központ
Az Uszó Buddhista Oktatási, Kulturális és Elvonulási Központ a Tan Kapuja Buddhista Egyház tulajdonában lévő elvonulási helyszín a Borsod-Abaúj-Zemplén vármegyei Bükkmogyorósd község mellett. A központ több hektárnyi területen helyezkedik el erdővel, mezővel, egy völgyben, egy kis tóval és az elvonulási központ épületével. Az épület közelében áll a Nyugati Tanítvány Sztúpa, amely hazánkban harmadikként épült a kilencvenes évek második felében. A közeli forrásból ered az Úszó-patak, amely Lénárddarócnál a Csernely-patakba torkollik.
Az elvonulási központ olyan közösségi élményeknek kíván helyszínéül szolgálni, amelyben egyedül lehet lenni, a magányosság érzete nélkül. Az uszói központot elvonulási tevékenységek céljából lehet használni – pihenőként vagy nyaralóhelyként nem.

## Története
Mireisz László, a TKBE vezetője, legelőször 1982-ben végzett Uszón elvonulást. Két évvel később már Dobosy Antal (Tan Kapuja Zen Közösség apátja és szellemi vezetője) és Tenigl-Takács László (A TKBF egyik tanítója) is végzett itt elvonulást. 1985-ben Mireisz és Varsányi György területet vásárolt az Uszón, és innentől nevezték úgy a helyet, hogy „Uszó Közösség”, amely a buddhizmus kutatását és gyakorlását tűzte ki céljául.

## A Nyugati Tanítvány Sztúpa
Dobosy Antal tervei és vezetése alapján építette a sztúpát az uszói közösség. Az építmény pontos helyét Hetényi Ernő jelölte ki. Az építés megkezdésekor egy kisméretű kígyót találtak pontosan a leendő épület tengelyében, amelyet jó jelnek tekintett a közösség. Az uszói sztúpa Kőrösi Csoma Sándornak, a "nyugati tanítványnak" állít emléket, aki hazánk és egész Európa első bódhiszattvája volt. A sztúpa azt szimbolizálja, aki függetlenül a külső feltételektől és körülményektől, itt és most megéli a megvilágosodást, és minden szenvedő lény érdekében eléri a tiszta tudat állapotát.

## Külső hivatkozások
- Az Uszói Elvonulási Központ oldala a TKBF oldalán